# Eleição presidencial na Turquia em 2023
O segundo turno da eleição presidencial na Turquia ocorreu em 28 de maio de 2023. O presidente turco é o chefe de Estado e de governo. Foi a primeira vez que os eleitores votaram para presidente e parlamento no mesmo dia. 
O Conselho Superior Eleitoral (YSK) deferiu as candidaturas do presidente Recep Tayyip Erdoğan e dos deputados Kemal Kılıçdaroğlu, Sinan Oğan e Muharrem İnce. Como nenhum candidato presidencial recebeu mais da metade dos votos válidos na primeira votação, ocorrida em 14 de maio, um segundo turno entre Erdoğan e Kemal Kılıçdaroğlu foi realizado, resultando na reeleição de Erdoğan.

## Contexto
As eleições gerais turcas anteriores aconteceram em 24 de junho de 2018 e marcaram a transição do país do sistema parlamentarista para o presidencialismo. A mudança havia sido aprovada por estreita margem no referendo de 2017. A eleição resultou na vitória do presidente incumbente Recep Tayyip Erdoğan, que ocupava o cargo desde 2014. Apesar disso, o partido governista, o Partido da Justiça e Desenvolvimento (AKP) perdeu sua maioria absoluta na Grande Assembleia Nacional pela primeira vez desde 2015, forçando Erdoğan a se apoiar no Partido de Ação Nacionalista (MHP) para aprovar suas propostas legislativas.
Desde 2020, houve rumores de que uma eleição antecipada poderia ser convocada. Em janeiro de 2023, o AKP mencionou que as eleições poderiam ocorrer em 16 ou 30 de abril ou mesmo em 14 de maio. No mesmo mês, Erdoğan assinalou como possível data o dia 14 de maio de 2023, uma referência simbólica à vitória do primeiro-ministro Adnan Menderes nas eleições legislativas de 14 de maio de 1950, quando derrotou o partido governista CHP. Em fevereiro, os sismos que atingiram o país geraram discussões sobre a viabilidade de tal data. No entanto, em 10 de março, Erdoğan assinou um decreto que confirmou o primeiro turno para 14 de maio e o segundo, havendo, para 28 de maio.
No período pré-campanha, as pesquisas de opinião indicaram um declínio no apoio a Erdoğan, no contexto da crise econômica em curso. Em julho de 2022, um levantamento do Metro registrou a aprovação do presidente em 41,5% e a desaprovação em 53,7%. Em outubro, a inflação anual atingiu 85,5%, o maior nível em 25 anos, mas desacelerou para 57,7% em fevereiro de 2023. Em março de 2023, a fraturada oposição turca se uniu para designar um único candidato à presidência, sendo escolhido o deputado Kemal Kılıçdaroğlu.

## Sistema eleitoral

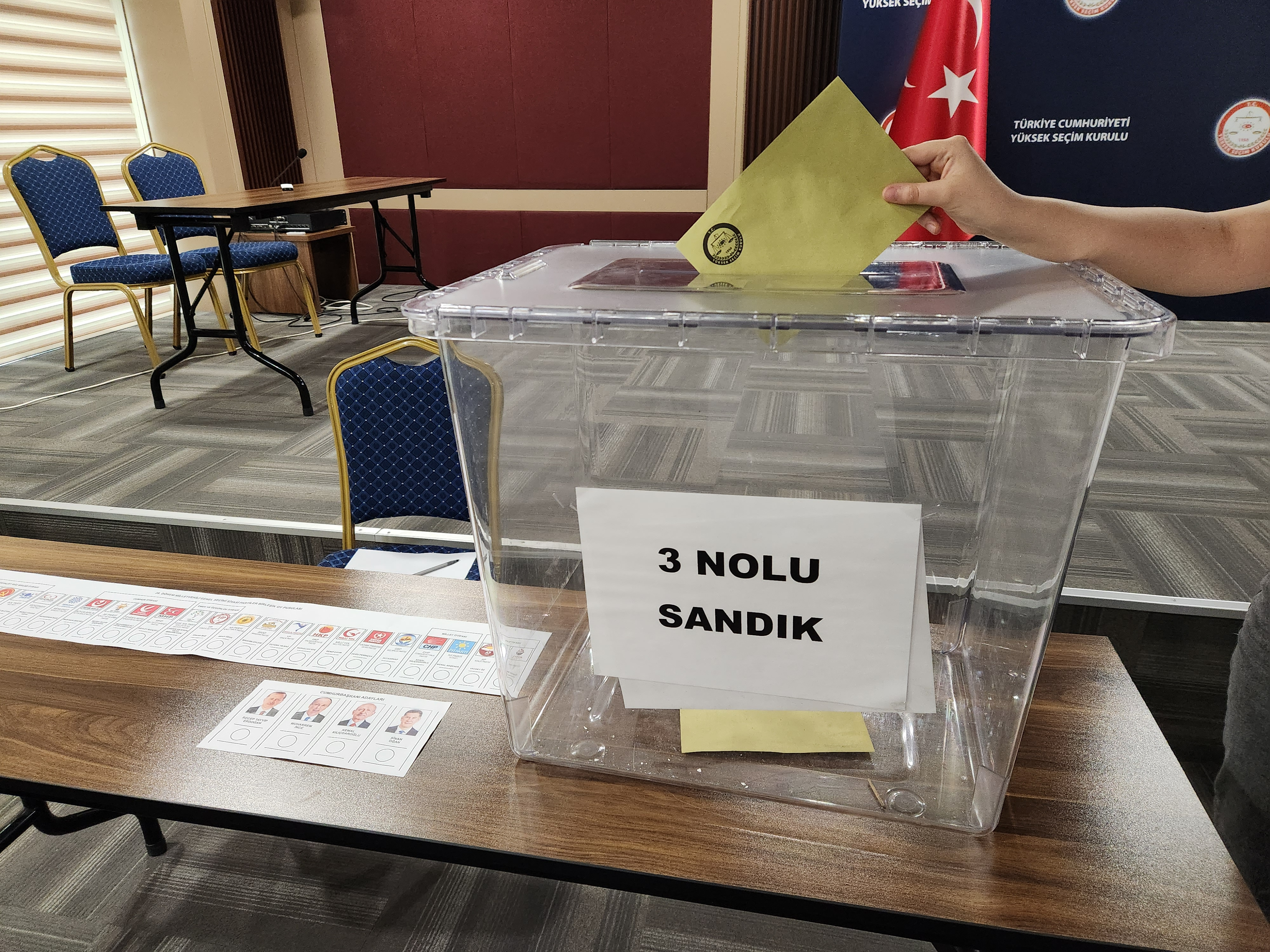
Türkiye'de Cumhurbaşkanlığı Seçimi

O presidente da Turquia é eleito pelo voto popular direto. Para vencer no primeiro turno, um candidato necessita receber 50%+1 dos votos. Caso este patamar não seja atingido, um segundo turno entre os dois candidatos mais votados é realizado. A primeira eleição direta para a presidência turca ocorreu em 2014, após um referendo em 2007 abolir o sistema anterior, no qual o presidente era eleito pela Grande Assembleia Nacional. O mandato é de cinco anos, havendo o limite de dois mandatos consecutivos.
Os candidatos à presidência devem ter pelo menos 40 anos de idade e ter concluído o ensino superior. Qualquer partido político que tenha obtido 5% dos votos nas eleições parlamentares anteriores pode apresentar um candidato, embora os partidos que não atingiram este limite possam formar alianças e apresentar candidatos conjuntos desde que juntos tenham angariado 5% dos votos. Os independentes podem concorrer se coletarem 100.000 assinaturas do eleitorado.

## Candidatos
Em 31 de março de 2023, o Conselho Superior Eleitoral (YSK) anunciou a lista de candidatos elegíveis para a eleição presidencial. No dia seguinte, o órgão divulgou o número eleitoral atribuído a cada candidato: Recep Tayyip Erdoğan, 1; Muharrem İnce, 2; Kemal Kılıçdaroğlu, 3; e Sinan Oğan, 4. A seguir, a relação dos postulantes à presidência turca:
| Candidato | Candidato | Candidato            | Cargos ocupados                                                                        | Partido | Coligação                                      | Detalhes biográficos |
| --------- | --------- | -------------------- | -------------------------------------------------------------------------------------- | ------- | ---------------------------------------------- | --- |
|           |           | Recep Tayyip Erdoğan | Presidente (desde 2018) Primeiro-ministro (2003-2018) Prefeito de Istambul (1994-1998) | AKP     | Aliança do Povo (AKP, MHP, BBP e YRP)          | Líder de facto da Turquia desde 2003, Erdoğan assumiu o cargo de primeiro-ministro em um período de inflação descontrolada, prometendo um governo forte. Foi sucessivamente reeleito nas eleições seguintes. Em seus mandatos, o país registrou um boom econômico e elevou o padrão de vida da população. De índole conservadora, buscou se firmar como um líder regional. Oposicionistas o acusaram de enfraquecer a democracia, incluindo com o uso do Poder Judiciário para reprimir a oposição e estendendo ilegalmente seu período no poder.                                                       |
|           |           | Kemal Kılıçdaroğlu   | Líder da oposição (desde 2010) Deputado (desde 2002)                                   | CHP     | Aliança Nacional (CHP, İYİ, DEVA, GP, SP e DP) | Formado em economia e finanças, Kılıçdaroğlu trabalhou como servidor público. Ganhou notoriedade por combater a corrupção, sendo classificado como o "burocrata do ano" em 1994. Deputado desde 2002, atuou como líder da oposição a partir de 2010, presidindo ainda o Partido Republicano do Povo, uma agremiação de centro-esquerda. Concorreu à prefeitura de Istambul em 2009, mas perdeu a disputa para o candidato de Erdoğan. Em 2017, liderou a "Marcha pela Justiça" para se opor à condenação de Enis Berberoğlu, um jornalista e parlamentar de seu partido.                                |
|           |           | Sinan Oğan           | Deputado (2011-2015)                                                                   | Ind.    | Aliança Ancestral (ZP, AP, ÜP e TÜİP)          | Acadêmico graduado em economia e ciências administrativas, Oğan trabalhou como pesquisador assistente e fundou o think tank TURKSAM. Exerceu atividades acadêmicas na Turquia e no Azerbaijão. Foi eleito deputado em 2011, integrando o partido de extrema-direita Ação Nacionalista (MHP). Postulou a presidência do MHP em 2015 e, após ser derrotado, foi expulso da sigla. Para a eleição de 2023, angariou o apoio da Aliança Ancestral, uma coligação formada por quatro partidos de direita a extrema-direita que se identificam com discursos nacionalistas e anti-imigração.                  |
|           |           | Muharrem İnce        | Deputado (2002-2018)                                                                   | MP      | —                                              | Professor de física, İnce presidiu a Associação de Pensamento Atatürkista, uma instituição defensora da ideologia laica. Foi eleito deputado em 2002, 2007, 2011 e 2015. Antigo membro do CHP, foi o candidato da oposição à presidência em 2018, angariando 30,6% dos votos. Deixou o partido em 2021, após ser derrotado duas vezes por Kilicdaroglu na eleição para presidente, questionando a democracia interna e apontando para as divergências relacionadas com a política externa. No mesmo ano, fundou o Movimento da Pátria, cuja ideologia se baseia nas políticas de Mustafa Kemal Atatürk. |

### Elegibilidade de Erdoğan
Antes de 2018, os presidentes serviram como chefes de Estado em um sistema parlamentar. Após o referendo constitucional de 2017, os poderes presidenciais aumentaram e passou a também desempenhar as funções de chefe de governo. Neste contexto, alguns juristas e políticos da oposição afirmaram que Erdoğan era inelegível para disputar a presidência em 2023, visto ter sido eleito nas duas eleições anteriores. Por outro lado, outros juristas argumentaram que, considerando que o presidencialismo foi introduzido em 2018 e um novo cargo foi criado, à exceção do nome, o pleito de 2018 marcou o primeiro mandato de Erdoğan. A partir de janeiro de 2023, a oposição lançou protestos contra a elegibilidade do presidente. Em março, os principais partidos oposicionistas interpuseram um recurso pedindo a anulação da candidatura de Erdoğan perante o Conselho Superior Eleitoral (YSK), mas o órgão rejeitou os argumentos e manteve o deferimento da candidatura. O YSK julgou que o primeiro mandato de Erdoğan teve início em 2018.

### Primeiro turno

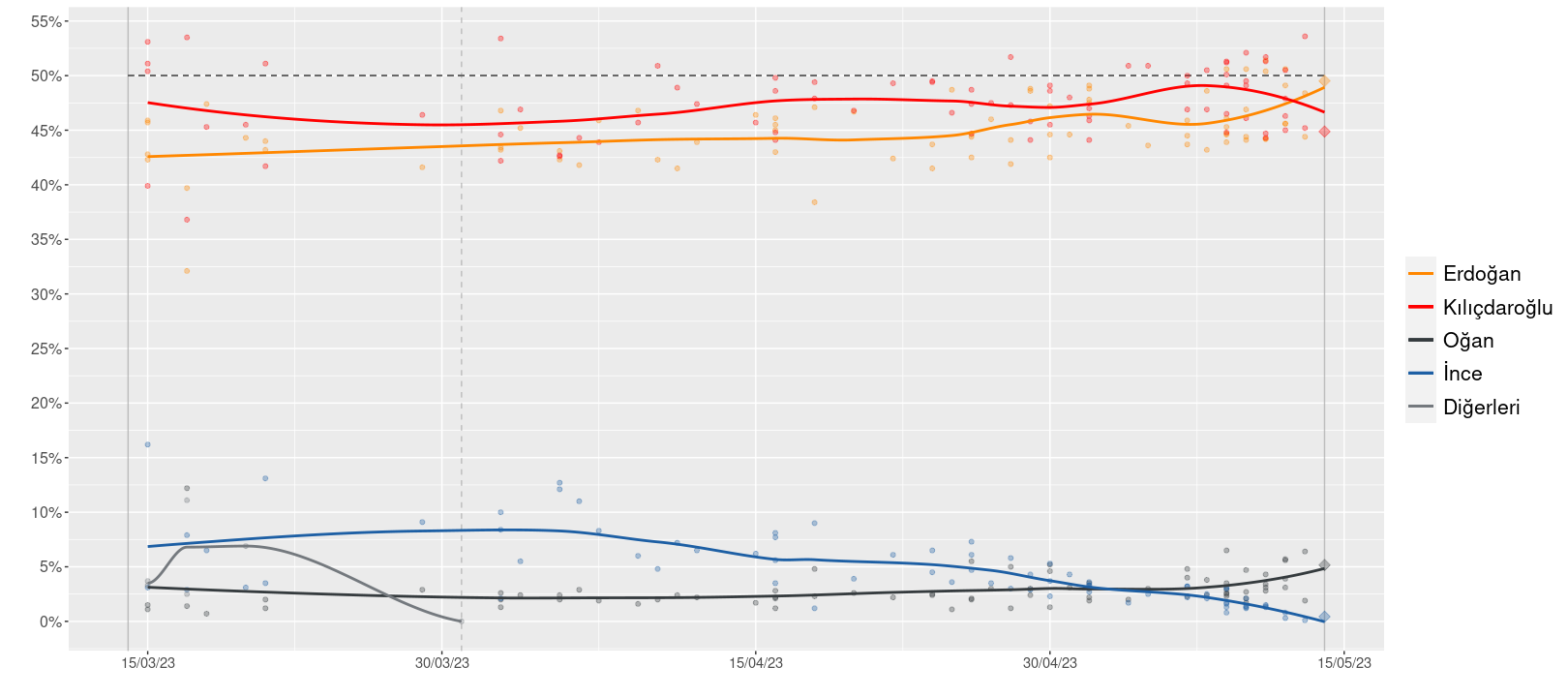
Pesquisas de opinião para o primeiro turno da eleição presidencial na Turquia em 2023

### Segundo turno

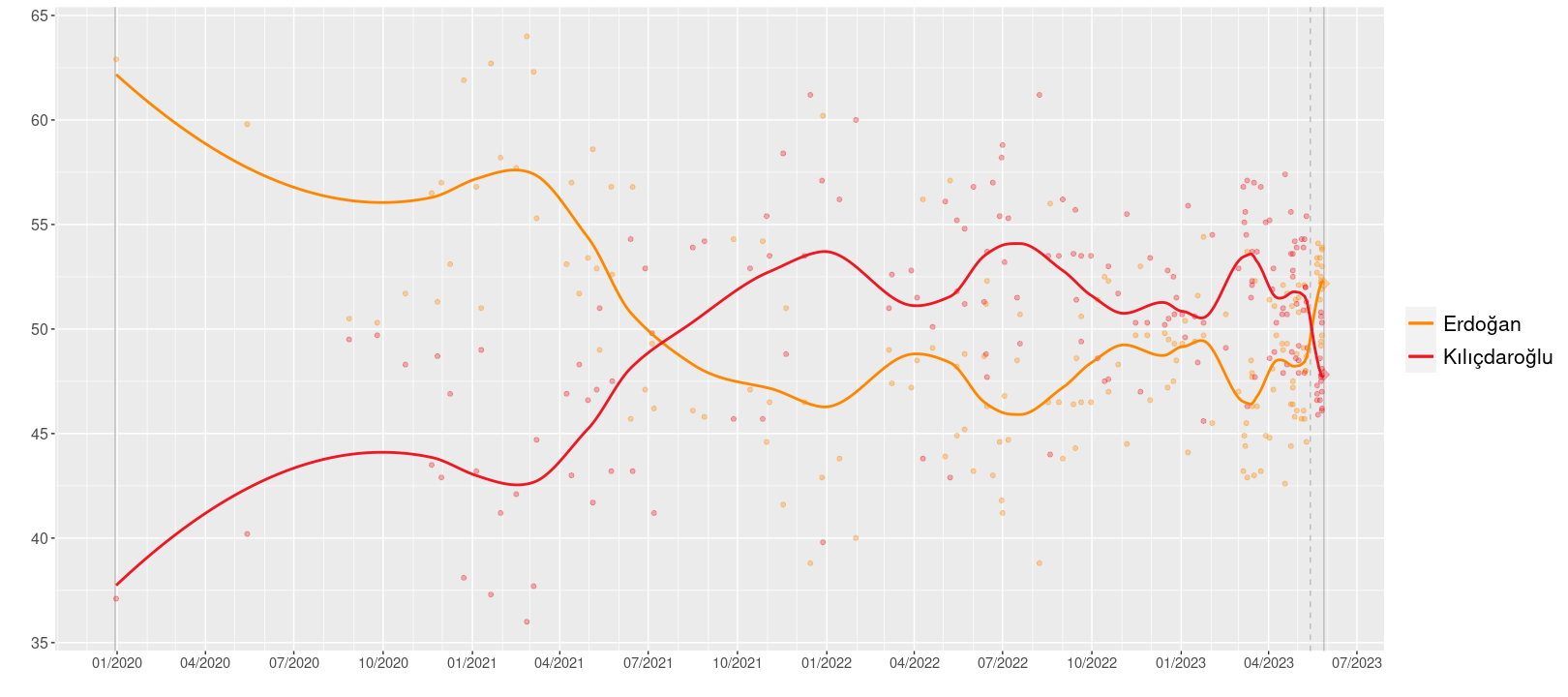
Pesquisas de opinião para um hipotético segundo turno entre Erdoğan e Kılıçdaroğlu

## Resultados

Mapa da Turquia

Como nenhum candidato recebeu a maioria dos votos válidos, um segundo turno entre os dois mais votados, Recep Tayyip Erdoğan e Kemal Kılıçdaroğlu, foi agendado para 28 de maio. Foi a primeira vez que a Turquia realizou um segundo turno. Erdoğan foi reeleito com aproximadamente 52% dos votos válidos.
| Candidato             | Candidato             | Partido               | Votos      | %     | Votos      | %     |
| --------------------- | --------------------- | --------------------- | ---------- | ----- | ---------- | ----- |
|                       | Recep Tayyip Erdoğan  | AKP                   | 27 088 360 | 49,50 | 27 699 404 | 52,15 |
|                       | Kemal Kılıçdaroğlu    | CHP                   | 24 568 196 | 44,89 | 25 416 221 | 47,85 |
|                       | Sinan Oğan            | Ind                   | 2 829 634  | 5,17  |            |       |
|                       | Muharrem İnce         | MP                    | 238 690    | 0,44  |            |       |
| Votos válidos         | Votos válidos         | Votos válidos         | 54 724 880 | 100   |            |       |
| Votos em branco/nulos | Votos em branco/nulos | Votos em branco/nulos | 1 036 565  | 1,86  |            |       |
| Participação          | Participação          | Participação          | 55 761 445 | 86,87 |            |       |
| Abstenções            |                       |                       |            |       |            |       |
| Eleitores aptos       | Eleitores aptos       | Eleitores aptos       | 64 190 151 | 100   | 64 190 151 | 100   |
| Fonte: Anadolu        |                       |                       |            |       |            |       |